# Lyric Records (Verenigde Staten)
Lyric Records was een Amerikaans platenlabel uit de periode 1917-1920. Het was eigendom van de Lyraphone Company of America, gevestigd in Newark. Het label toonde, misschien geïnspireerd door het His Master's Voice-logo (een hond), een witte kat op een grammofoonplaat met het onderschrift Never Scratches. De platen van Lyric Records waren echter even gevoelig voor krassen als andere schellak-78 toerenplaten uit die tijd. De geluidskwaliteit van zijn platen, meestal 10 inch-platen, was echter iets boven het gemiddelde. Artiesten die op het label werden uitgebracht waren onder meer Vaudeville-komiek Billy Murray en de band van Harry Yerkes met jazz-trombonist Tom Brown.